# Тръмбо
 Тази статия е за филма от 2015 година.  За американския сценарист вижте Долтън Тръмбо.  
„Тръмбо“ (на английски: Trumbo) е американски биографичен драматичен филм от 2015 г. на режисьора Джей Роуч. Филмът разказва за живота на холивудския сценарист Долтън Тръмбо и е базиран на биографичната книга „Долтън Тръмбо“ на Брус Алегзандър Кук. Премиерата е на 12 септември 2015 г. на кинофестивала в Торонто.

## Актьорски състав
| Актьор                 | Роля                |
| ---------------------- | ------------------- |
| Брайън Кранстън        | Долтън Тръмбо       |
| Даян Лейн              | Клио Финчър Тръмбо  |
| Хелън Мирън            | Хеда Хопър          |
| Луи Си Кей             | Арлън Хърд          |
| Ел Фанинг              | Никола Тръмбо       |
| Джон Гудмън            | Франк Кинг          |
| Майкъл Стълбарг        | Едуард Г. Робинсън  |
| Алън Тудик             | Иън Маклелан Хънтър |
| Адеуале Акинуйе-Агбайе | Върджил Брукс       |
| Дийн О'Горман          | Кърк Дъглас         |

## Награди и номинации
| Категория                              | Номиниран(и)                | Резултат                    |
| Оскар (28 февруари 2016 г.)            | Оскар (28 февруари 2016 г.) | Оскар (28 февруари 2016 г.) |
| -------------------------------------- | --------------------------- | --------------------------- |
| Най-добра мъжка роля                   | Брайън Кранстън             | номинация                   |
| Награда на БАФТА (14 февруари 2016 г.) |                             |                             |
| Най-добър актьор в главна роля         | Брайън Кранстън             | номинация                   |
| Златен глобус (10 януари 2016 г.)      |                             |                             |
| Най-добър актьор в драматичен филм     | Брайън Кранстън             | номинация                   |
| Най-добра актриса в поддържаща роля    | Хелън Мирън                 | номинация                   |